# Bringschuld
Bringschuld ist ein Rechtsbegriff aus dem Schuldrecht und bedeutet, dass Leistungs- und Erfolgsort der Wohn- beziehungsweise Geschäftssitz des Gläubigers ist. Dorthin muss der Schuldner kommen, um seine Schuld zu erfüllen.

## Allgemeines
Das Gesetz hat Regelungen zu treffen, die sich mit der Frage befassen, wo und wie der Schuldner die ihm obliegende Leistung zu erbringen hat. Ist nichts anderes vereinbart, so sind aus allen Schuldverhältnissen die Leistungen des Schuldners am Wohn- oder Geschäftssitz des Schuldners zu erbringen (§ 269 Abs. 1 BGB); der Gläubiger muss also die Leistung vom Schuldner „holen“. Es gibt vertragliche (insbesondere Kaufvertrag, Darlehensvertrag), gesetzliche (ungerechtfertigte Bereicherung) und rechtsgeschäftsähnliche (culpa in contrahendo) Schuldverhältnisse, bei denen Bringschulden vorkommen. Die Bringschuld andererseits ist für den Schuldner ungünstig, da er Leistungsgefahr und Preisgefahr auch während des Transports zum Gläubiger zu tragen hat und der Gefahrübergang erst beim Gläubiger eintritt.

## Kaufvertrag
Am Beispiel des Kaufvertrags sollen die gegenseitigen Bringschulden erläutert werden. Beim Kaufvertrag hat der Verkäufer dem Käufer die Ware frei von Sach- und Rechtsmängeln zu übergeben und ihm Eigentum zu verschaffen (§ 433 Abs. 1 BGB), der Käufer hat die Ware anzunehmen und dem Verkäufer den Kaufpreis zu übereignen (§ 433 Abs. 2 BGB).
Hierbei sind beide Vertragspartner Schuldner, nämlich der Verkäufer schuldet die Warenlieferung, der Käufer schuldet die Kaufpreiszahlung. Das bedeutet im Hinblick auf die Bringschuld, dass insbesondere bei höherwertigen Gebrauchsgütern im Einzelhandel, die der Käufer nicht selbst abtransportiert und sowohl Transport als auch Installation Sachkenntnis verlangen, die Warenlieferung regelmäßig eine Bringschuld darstellt. Dann trägt der Lieferant die Transportgefahr bis zum Käufer. Wird jedoch vereinbart, dass der Verkäufer lediglich die Versandkosten übernimmt oder der Käufer „Selbstabholer“ sein soll, dann wird die Lieferung zur Holschuld (§§ 269 Abs. 3, § 447 Abs. 1 BGB; siehe Preisgefahr), und die Ware reist auf Gefahr des Käufers. Der Käufer besitzt eine Bringschuld für den zu entrichtenden Kaufpreis, der meist aus Geldschulden besteht.

## Geldschulden
Bisher galt nach ganz überwiegender Auffassung in Literatur und Rechtsprechung, dass gemäß §§ 270 Abs. 1 und 4, § 269 BGB die Geldschuld eine modifizierte Schickschuld ist, die am Sitz des Schuldners zu erbringen ist und bei der er lediglich die Verlustgefahr trägt. Der Käufer hatte lediglich die Gefahr der Geldübermittlung, nicht jedoch die Gefahr der Verzögerung (etwa bei einer Banküberweisung) zu tragen. Aufgrund europarechtlicher Vorgaben in der Zahlungsverzugsrichtlinie – die nach Nr. 13 allerdings nur im Geschäftsverkehr zwischen Unternehmen gilt – sind Geldschulden nach der mittlerweile herrschenden Meinung als modifizierte Bringschulden zu behandeln mit der Folge, dass der Leistungs- und Erfolgsort am Sitz des Verkäufers zusammenfallen. Nach einem Urteil des EuGH vom April 2008 ist eine Zahlung durch den Käufer nur dann rechtzeitig erfolgt, wenn der Verkäufer den Betrag innerhalb der Zahlungsfrist auch tatsächlich durch Kontogutschrift erhalten hat. Verzögerungen bei der Bearbeitung des Überweisungsauftrages durch die Banken, mit denen der Käufer nicht rechnen musste, können sein Verschulden ausschließen. Der Käufer muss dafür sorgen, dass er seine Banküberweisung nicht nur rechtzeitig bei seiner kontoführenden Bank abgibt, sondern dass der Geldbetrag auch spätestens am Fälligkeitstag dem Verkäufer gutgeschrieben wird. Deshalb wird § 270 Abs. 4 BGB heute nur noch als Bestimmung über den Gerichtsstand aufgefasst, so dass dieser nach § 29 ZPO grundsätzlich der Wohnsitz des Käufers ist. Da auch das Urteil des EuGH nicht gilt, wenn einer der Beteiligten eine Privatperson ist, bleibt abzuwarten, wie sich die Rechtsprechung hier im Hinblick auf Verbraucher als Beteiligte entwickelt.
Praktische Konsequenzen ergeben sich dabei vor allem für die haftungsträchtige Frage, wie lange sich der Schuldner noch in Zahlungsverzug befindet und wer für eventuelle Verzugsschäden aufzukommen hat.

## Informationsverwaltung
Im betrieblichen Informationsmanagement wurde der Begriff Bringschuld aus dem Recht übernommen und bedeutet, dass eine Person im Rahmen ihres Informationsverhaltens verpflichtet ist, die ihr bekanntgewordenen relevanten Informationen rechtzeitig und umfassend und in geeigneter Form horizontal (gleichstufige Mitarbeiter) und/oder vertikal (Vorgesetzte) weiterzugeben, damit diese richtige Entscheidungen treffen können. Diese Bringschulden gibt es auf allen Hierarchieebenen. In diesem Zusammenhang ist auch von Berichtsebenen die Rede, bei denen ein Verantwortungsträger einem übergeordneten Verantwortungsträger gegenüber eine Berichtspflicht besitzt. Umgekehrt besitzen auch Vorgesetzte die Pflicht, die ihnen bekannt gewordenen Informationen – sofern sie nicht geheim sind – an Mitarbeiter weiterzugeben. Den gegenläufigen Informationsverlauf bezeichnet man entsprechend als Holschuld.

## Moralische Bringschuld
- Peter Frieß, Andreas Fickers (Hrsg.): Helmut Schmidt und Hartmut Graßl sprechen über die Bringschuld der Wissenschaftler gegenüber der Gesellschaft und die Annahmepflicht der Politiker gegenüber wissenschaftlicher Erkenntnis (= TechnikDialog, Heft 3), Deutsches Museum, Bonn 1995, OCLC 907718871 (die ISBN 3-924183-92-9 wurde zweimal verwendet).